# Pietro Marubi

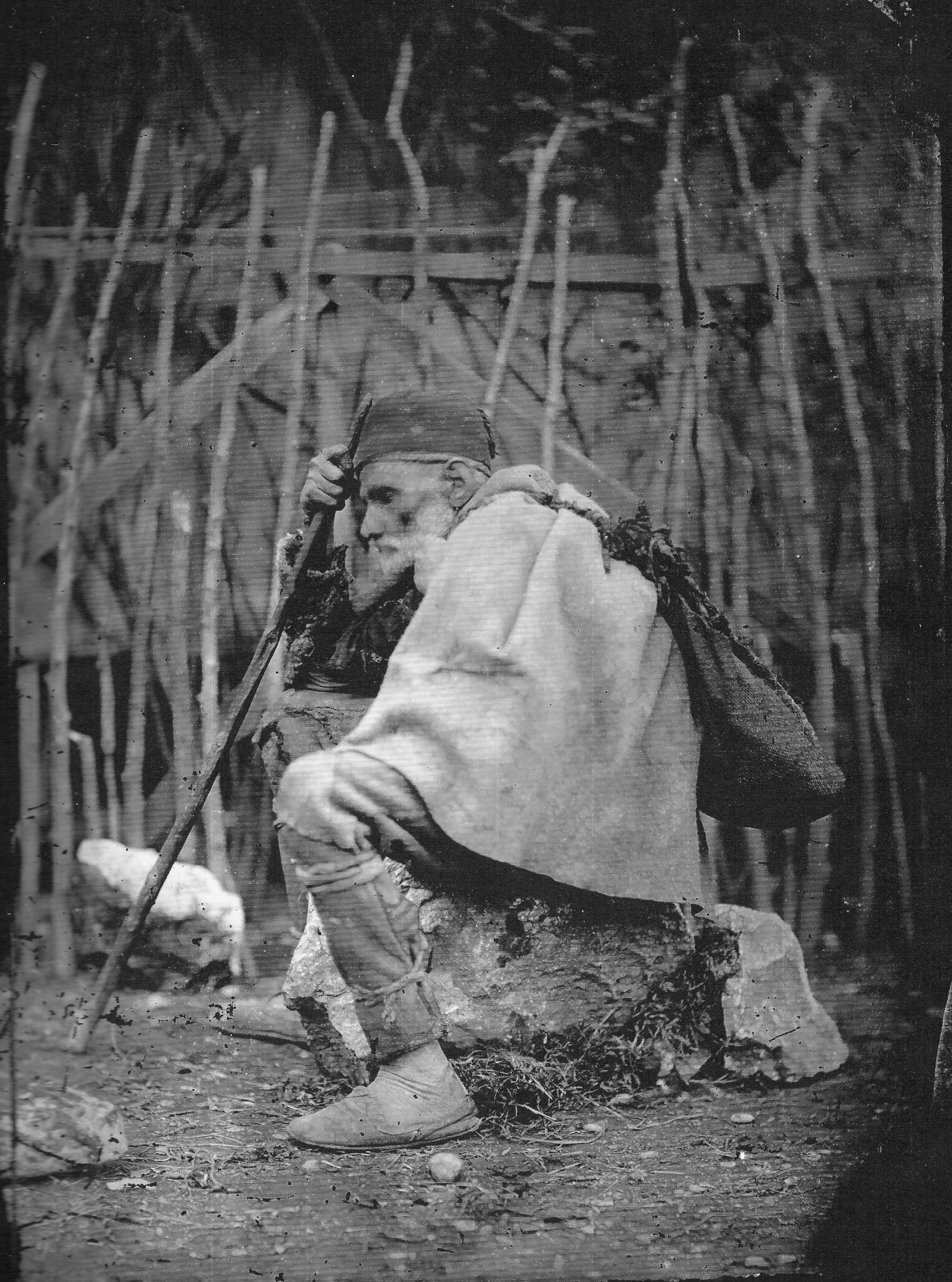
Pjetër Marubi: Žebrák, Skadar, konec XIX. století

Pjetër Marubbi nebo Pietro Marubi (Piacenza, 1834 – Skadar, 1903) byl albánský malíř a fotograf narozený v Itálii. Pocházel z významné rodiny fotografů Marubi. Ta se skládala z významných albánských fotografů otce Pjetëra, syna Kela (1870-1940) a vnuka Gegëho Marubiho (1909-1984).
Z politických důvodů kolem roku 1850 emigroval z italské Piacenzy do albánského Skadaru. Tam se začal věnovat podnikání ve fotografickém řemesle. Nejprve dokumentoval významné události na politické scéně, posléze založil firmu Foto Marubi. Používal velkoformátové kamery, které si přinesl s sebou z Itálie. Fotografie pořizoval principem mokrého kolodiového procesu, což tehdy byla standardní metoda fotografování v celé Evropě. Je považován za otce albánské fotografie.

## Životopis
Nejstarší fotografie ve sbírce jeho děl nesou datum v rozmezí 1858 do 1859. Některé z nich byly publikovány v The London Illustrated News, La Guerra d'Oriente a L'Illustration.
Marubimu pomáhal mladý Rrok Kodheli (1862-1881) a jeho bratr Kel Marubi (Kel Kodheli, 1870-1940), kterého Pietro Marubi adoptoval a který po jeho smrti převzal rodinný podnik.
Osvojil si techniky speciálních efektů a naučil se retušovat negativy. Začal také fotografovat mimo studio v exteriérech s dokonalejšími fotoaparáty.
Byl známým zastáncem Giuseppa Garibaldiho, což byl vůdce vlastenců v partyzánské válce proti rakouské a francouzské armádě na území Itálie v letech 1848-1849 a 1851.

## Sbírka Fototeka Marubi
Fotografická sbírka Marubi (Fototeka Marubi) ve Skadaru obsahuje více než 150 000 fotografií, z nichž mnohé jsou velmi historicky cenné, umělecky hodnotné a mají kulturní význam. Sbírka byla sestavena ze tří generací fotografů.
Na přelomu let 2010/2011 uspořádalo Marubimu výstavu helsinské muzeum kultury.